# Aratrocypris
Aratrocypris is een geslacht van uitgestorven kreeftachtigen uit de klasse van de Ostracoda (mosselkreeftjes).

## Soorten
- Aratrocypris cretacea (Bonnema, 1941) Whatley, Witte & Coles, 1989 †
- Aratrocypris erratica Herrig, 1994 †
- Aratrocypris gigantea Whatley, Witte & Coles, 1989 †
- Aratrocypris maddocksae Whatley, Witte & Coles, 1989 †
- Aratrocypris paealta Whatley, Ayress, Downing, Harlow & Kesler, 1985 †
- Aratrocypris praealta Whatley, Ayress, Downing, Harlow & Kesler, 1985 †
- Aratrocypris rectoporrecta Whatley, Ayress, Downing, Harlow & Kesler, 1985 †
- Aratrocypris vaccamaris Whatley, Ayress, Downing, Harlow & Kesler, 1985 †